# اچ‌ام‌اچ‌اس بریتانیک
اچ‌ام‌اچ‌اس بریتانیک (به انگلیسی: HMHS Britannic) سومین و بزرگترین کشتی طبقه المپیک وایت استار لاین و خواهر کشتی‌های المپیک و تایتانیک بود که یک بیمارستان سیار برای زخمیان جنگ جهانی اول به‌شمار می‌رفت. در سال ۱۹۱۶ بریتانیک در نزدیکی یونان غرق شد.

## تاریخ
در ابتدا بریتانیک شباهت بسیاری به تایتانیک داشت ولی زمانی که تایتانیک غرق شد، چندین بار طرح بریتانیک عوض شد. تغییر ورقه آهنی دو جانبه در موتور خانه، تبدیل ۶ لایه به ۱۵ لایه برای بستن راه آب در عرشه B کشتی و بعضی قسمت‌های دیگر، اضافه کردن قایق نجات و تغییرات آشکار خارجی دیگر در وسایل از جمله این تغییرات بود.

## ساخت
بریتانیک در ۲۶ فوریه ۱۹۱۴ و در کارخانه کشتی‌سازی هارلاند اند ولف به آب انداخته شد. در اوت ۱۹۱۴ قبل از اینکه بریتانیک سفرهایش را شروع کند جنگ جهانی اول شروع شد. کمپانی وایت استار لاین تصمیم گرفت کشتی آر ام اس المپیک را از سرویس کنار بکشد. سرانجام المپیک در ۳ نوامبر ۱۹۱۴ به همراه خواهرش بریتانیک به خدمت ادامه داد.

## تقاضا
با شروع جنگ جهانی اول، بریتانیک به همراه چند کشتی دیگر به یک کشتی بیمارستانی تبدیل شد و رنگ بدنه کشتی، سفید و یک صلیب به رنگ قرمز در عرض آن و یک علامت سبز نیز در قسمت افقی آن زده شد. همچنین، نام کشتی به اچ‌ام‌اچ‌اس بریتانیک؛ کشتی بیمارستانی اعلیحضرت تغییر یافت. در آن زمان ناخدای بریتانیک کاپیتان چارلز آلفرد بارتلت بود.

## آخرین سفر
قبل از تکمیل کشتی، بریتانیک پنج سفر موفق را برای حمل مجروحان و زخمیان جنگ جهانی اول انجام داد ولی در ششمین سفرش که در تاریخ ۱۲ نوامبر ۱۹۱۶ شروع شد از بین رفت. بریتانیک در ۱۵ نوامبر و در نصف شب از محدوده جبل‌الطارق عبور کرد و در صبح ۱۷ نوامبر به ناپلس (ناپولی) رسید و توقفی برای پر کردن زغال سنگ، برای پایان اولین مرحله از مأموریتش را کرد.
تغییر ناگهانی آب و هوا کشتی را در ناپل نگه داشت ولی در یکشنبه بریتانیک بدون هیچ مشکلی از تنگه مسینا عبور کرد. تا صبح، بریتانیک با سرعت تمام به کانال کی (Kea Channel)، بین دماغه سونیون (Sounion)، (جنوبی‌ترین نقطه آتیکا، استانی که آتن را شامل می‌شود) و جزیره کی (Kea) می‌رفت.

## انفجار
در ساعت ۸:۱۲ روز یکشنبه، ۲۱ نوامبر ۱۹۱۶ صدای بلند انفجاری شنیده شد و کشتی را لرزاند. علت این حادثه شلیک اژدر توسط زیر دریایی امپراطوری آلمان بود یا مین، هنوز معلوم نشد. گفته می‌شود این کشتی حامل مهمات بوده و انگلیس از این کشتی سوءاستفاده می‌کرده‌است. واکنش این حادثه در اتاق ناهارخوری بیشتر از همه جا بود. در این زمان کاپیتان بارتلت و افسر ارشد هوم در سکوی عرشه کشتی بودند و به حادثه پی بردند. اولین گزارش همه را ترساند. انفجار در محل سمت راست کشتی بود اما قدرت انفجار خسارت زیادی به دیواره‌های کشتی و مخزن جلو و پائین کشتی زد و آب به سرعت به موتورخانه و قسمت‌های دیگر کشتی وارد شد.
کاپیتان بارتلت دستور داد تمام درهایی که به ورود آب کمک می‌کنند بسته شوند و سفارش کرد سیگنال‌های خطر به کشتی‌های اطراف بفرستند و قایق‌های نجات را آماده کنند. از بخت بد یک حادثه دیگر در انتظار خدمه کشتی بود. درهایی که در موتورخانه بسته شده بود تحمل فشار آب را نداشت و خراب شد. حالا آب در موتورخانه هم جریان داشت.
بریتانیک می‌توانست همراه شش قسمتی که آب به داخل آن نفوذ کرده بود و عرشه قسمت B، بی‌حرکت بایستد (تایتانیک فقط با چهار قسمت می‌توانست شناور بماند). یکی از عوامل دیگر پر شدن آب باز گذاشتن پنجره‌های کشتی توسط پرستاران برای عوض شدن هوای داخل کشتی بود.

## تخلیه

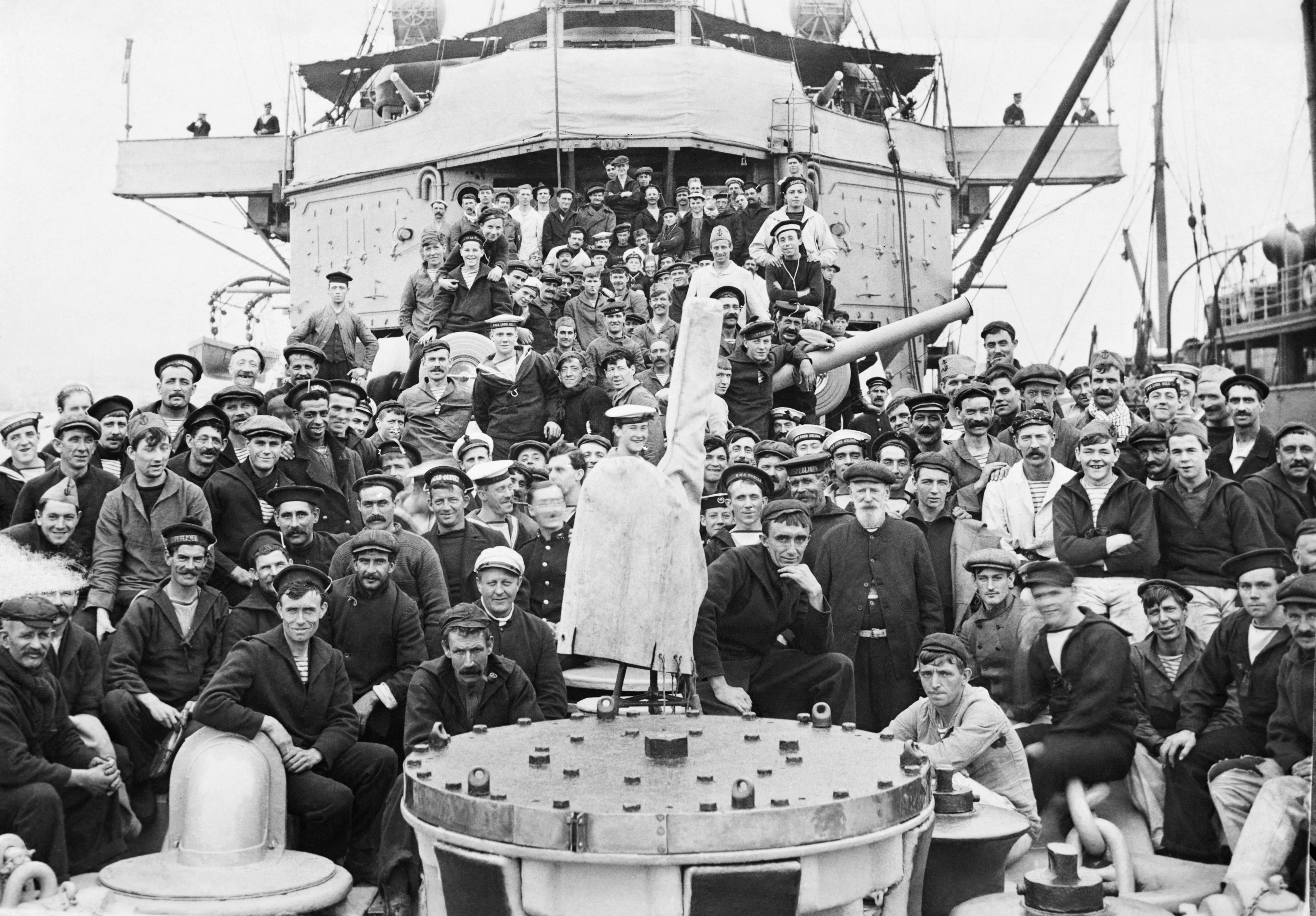
کاپیتان و نجات یافتگان

در سکوی عرشه کشتی، کاپیتان بارتلت سعی می‌کرد کشتی را از غرق شدن نجات دهد. پانزده دقیقه پس از حادثه عرشه E پر از آب شد. آب به سرعت به عقب کشتی وارد می‌شد. در سمت راست کشتی کاپیتان بارتلت جزیره کی را دید ولی جزیره سه مایل دورتر از بریتانیک بود ولی او تصمیم گرفت کشتی را به ساحل برساند. این کار ساده‌ای نبود زیرا عقب کشتی و قسمت سکان کشتی پر از آب شده بود. این کار بی‌فایده بود ولی او آهسته پروانه‌های کشتی را به حرکت درآورد. خدمه کشتی قایق‌های نجات را آماده کرده بودند و بیشتر قایق‌ها به آب انداخته شده بود ولی کاپیتان بارتلت فقط به نجات کشتی فکر می‌کرد. دستیار کاپیتان هری ویلیام دایک دستور داد قایق‌های نجات را به آب بیندازند و دستور داد بعضی از مردان به آب بپرند. بریتانیک دقایقی تکان‌های شدیدی می‌خورد و سرانجام پروانه‌های کشتی از حرکت بازایستادند.

## لحظات آخر
کاپیتان رسماً دستور داد قایق‌های نجات را پایین بیاورند و در ساعت ۰۸:۳۵ دقیقه دستور داد کشتی را ترک کنند. قبل از اینکه دودکش‌ها متلاشی شوند پروانه‌ها و دیوار سمت راست کشتی بالا رفت و کم‌کم به داخل آب رفت. به این ترتیب بریتانیک بزرگترین کشتی آن زمان در مدت جنگ جهانی اول در دریا غرق شد.

## رهایی
در ساعت ۱۰:۰۰ خدمه کشتی اچ‌ام‌اچ‌اس اسکورگ اولین قایق نجات را دیدند و ده دقیقه بعد از توقف کشتی ۳۳۹ نفر از بازماندگان بریتانیک را سوار کشتی کردند. کشتی اچ‌ام‌اچ‌اس هرویک هم توانست ۴۹۴ بازمانده را پیدا کند. ۱٬۰۳۶ نفر توانستند نجات پیدا کنند. ۳۰ نفر از مسافران گم شدند و فقط جسد پنج مسافر پیدا شد و به خاک سپرده شد. ویولت جسوپ، یکی از بازماندگان که پرستار بود، از بازماندگان تایتانیک و همچنین در تصادف کشتی المپیک با کشتی هواک نیز حضور داشت.

## لاشه کشتی
لاشه کشتی بریتانیک در ۴۰۰ پایی (۱۲۰ متری) زیر آب پیدا شد. در سال ۱۹۷۵ بریتانیک توسط ژاکوس کوستا کشف شد. در تابستان ۱۹۹۵ دکتر رابرت بالارد از لاشه کشتی دیدن کرد و به کمک دستگاه‌های پیشرفته اطلاعات خوبی از کشتی به دست آورد. در سال ۱۹۹۷ یک تیم بین‌المللی از لاشه کشتی دیدن کردند و از آن فیلم گرفتند.